# Albufeira e Olhos de Água
Albufeira e Olhos de Água ist eine Gemeinde (Freguesia) im Kreis (Concelho) von Albufeira an der Algarve.
In der Gemeinde leben 26.742 Einwohner auf einer Fläche von 41,17 km² (Stand nach Zahlen von 2011).
Die Gemeinde entstand im Zuge der Gebietsreform in Portugal am 29. September 2013 durch Zusammenschluss der bisherigen Gemeinden Albufeira und Olhos de Água.